# HAKK Mladost Zagreb
Hrvatski akademski košarkaški klub Mladost je hrvatski košarkaški klub iz Zagreba. Dijelom je športskog društva HAŠK Mladost Sveučilišta u Zagrebu.

## Povijest
Na trećem prvenstvu socijalističke Jugoslavije 1948. godine na završnom turniru u Beogradu bili su drugi po uspješnosti hrvatski klub, na 5. mjestu. Osim njih, od hrvatskih klubova sudjelovalo je zagrebačko Jedinstvo (3. mjesto).
Na 4. prvenstvu socijalističke Jugoslavije 1949. godine bili su najbolji hrvatski klub, zauzevši na kraju 3. mjesto. Osim njih, od hrvatskih klubova sudjelovalo je zagrebačko Jedinstvo (4. mjesto) te zagrebačka Lokomotiva koja je bila 9. na ljestvici.
Na 5. prvenstvu socijalističke Jugoslavije 1950. godine bili su treći po uspješnosti hrvatski klub, zauzevši na kraju 8. mjesto. Osim njih, od hrvatskih klubova sudjelovao je zagrebački Metalac koji je bio uspješniji (5. mjesto) te KK Zadar (7. mjesto).
Na 6. prvenstvu socijalističke Jugoslavije 1951. godine bili su najbolji hrvatski klub, zauzevši na kraju 3. mjesto. Osim njih, od hrvatskih klubova bili su zagrebačko Jedinstvo (9. mjesto), KK Zadar (4. mjesto), Lokomotiva iz Zagreba (11. mjesto).
Na 7. prvenstvu socijalističke Jugoslavije 1952. bili su jedini hrvatski klub u završnici. Bili su posljednji na ljestvici.
Na 9. prvenstvu socijalističke Jugoslavije 1954. bili su doprvaci i najbolji hrvatski klub. Zbog jednog boda ostali su bez naslova prvaka. Naime, srbijanski klub Crvena zvezda iz Beograda je imala 16 pobjeda i šest poraza, a Mladost 15 pobjeda, šest poraza i jedan neriješeni rezultat. Mladost je igrala u sastavu: Brkljačić, Aleksandar Blašković, Petar Mijač, Batalo, Špiljak, trener Mića Orlović.
Na 10. prvenstvu socijalističke Jugoslavije 1955. bili su 8. na ljestvici, a najbolji hrvatski klub bila je Lokomotiva. 
Na 11. prvenstvu socijalističke Jugoslavije 1956. bili su pretposljednji 9. na ljestvici, a najbolji hrvatski klub bila je Lokomotiva. Ispali su iz lige.
Na prvenstvu socijalističke Jugoslavije 1962. bili su posljednji 12. na ljestvici, a najbolji hrvatski klub bio je Zadar. Ispali su iz 1. lige.
Najjači su bili 1950-ih godina. 

## Poznati igrači
- Faruk Kulenović
- Mihovil Nakić

## Vanjske poveznice
- Hrvatski akademski košarkaški klub Mladost